# Волков, Николай Аполлонович
Николай Аполлонович Волков (1795—1858) — полковник и фабрикант, действительный статский советник, московский уездный предводитель дворянства.

## Биография
Родился в Москве в семье действительного тайного советника Аполлона Андреевича Волкова и жены его Маргариты Александровны Кошелевой. Крещен 26 апреля 1795 года в Вознесенской церкви у Никитских ворот при восприемстве брата Андрея и сестры Марии. Племянник влиятельного Р. А. Кошелева. Его брат Сергей был попечителем Московского университета.
Образование получил в Пажеском корпусе, из которого выпущен в 1812 году поручиком в 6-й егерский полк. Принимал участие в Отечественной войне 1812 года и последующих Заграничных походах 1813—1814 годов. В 1814 году переведён с чином штабс-капитана в лейб-гвардии Семёновский полк. 17 октября 1814 года Волков был награждён орденом св. Георгия 4-й степени (№ 2979 по кавалерскому списку Григоровича — Степанова)
За отличия в сражениях с французами.

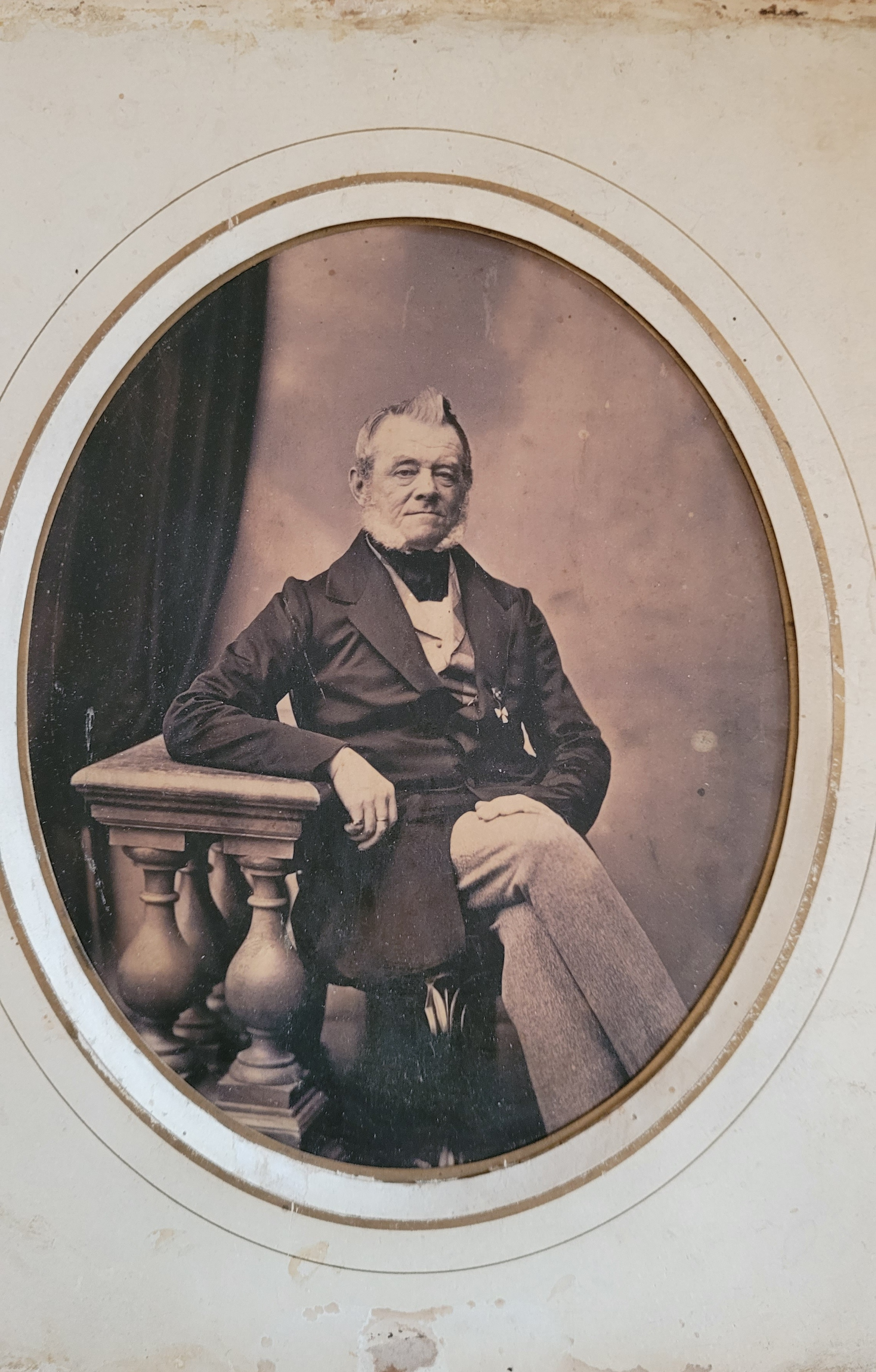
Николай Аполлонович Волков в последние годы жизни

В 1816 году получил чин капитана, через год стал полковником. 7 января 1820 года вышел в отставку и был определён на гражданскую службу, на которой достиг чина действительного статского советника. Приобрёл подмосковную усадьбу Горенки и был избран московским уездным предводителем дворянства. В Горенках на паях с купцами Третьяковыми открыл бумажную фабрику. Умер 29 марта 1858 года в Москве, похоронен в некрополе Новодевичьего монастыря.

## Семья
Жена (с 9 ноября 1816 года) — княжна Екатерина Андреевна Оболенская (16.01.1796—23.04.1849), дочь тайного советника князя А. П. Оболенского. Умерла от воспаления в Москве. Похоронена в Новодевичьем монастыре. В браке было четыре сына и пять дочерей:
- Петр (1817—1899), генерал от кавалерии, генерал-адъютант. Был женат на Любови Аркадьевне Нелидовой (1822—1865).
- Аполлон (1819—1896), тайный советник, вятский, затем пензенский губернатор.
- Маргарита (1821—1859), фрейлина, замужем за бароном Николаем Яковлевичем фон Герварт, штабс-ротмистром.
- Лев (1825—1884), помещик села Мочилы Веневского уезда Тульской губернии, губернский секретарь, веневский депутат. Владел винокуренным и конным заводом; член Московского Английского клуба. Женат (с 18 апреля 1854 года)[6] на фрейлине княжне Марии Михайловне Голицыной.
- Николай, поручик.
- Елизавета
- Ольга (1834—1878), замужем за Сергеем Михайловичем Бутурлиным (1825—1860), сыном нижегородского губернатора М. П. Бутурлина.
- Анна (1835—1854), в замужестве Змеева.
- Аглая (1837—1912), замужем с 1873 года за ст. сов. бароном Алексеем Густавовичем Кноррингом (1848—1922).